# Moldoveanu
El pic Moldoveanu (en romanès: Vârful Moldoveanu, pronunciat [ˈVɨrful moldoˈve̯anu]; en català "Pic de Moldàvia"), de 2.544 metres, és el pic de muntanya més alt de Romania. Es troba al comtat d’Argeș, a les muntanyes Făgăraș dels Carpats del Sud.
Les rutes més populars per arribar a Moldoveanu són per la Viștea Mare (2.527 metres), per camins procedents de Podragu, Sâmbăta o per la vall de Viștea.
L'assentament més proper al costat nord és Victoria i al sud, Câmpulung.
El desembre de 2019, Moldoveanu va ser seleccionat com a nom de l'estrella XO-1 situada a 536 anys llum de distància a la constel·lació de la Corona Boreal, estrella que s’ha confirmat que acollirà un exoplaneta.

## Galeria

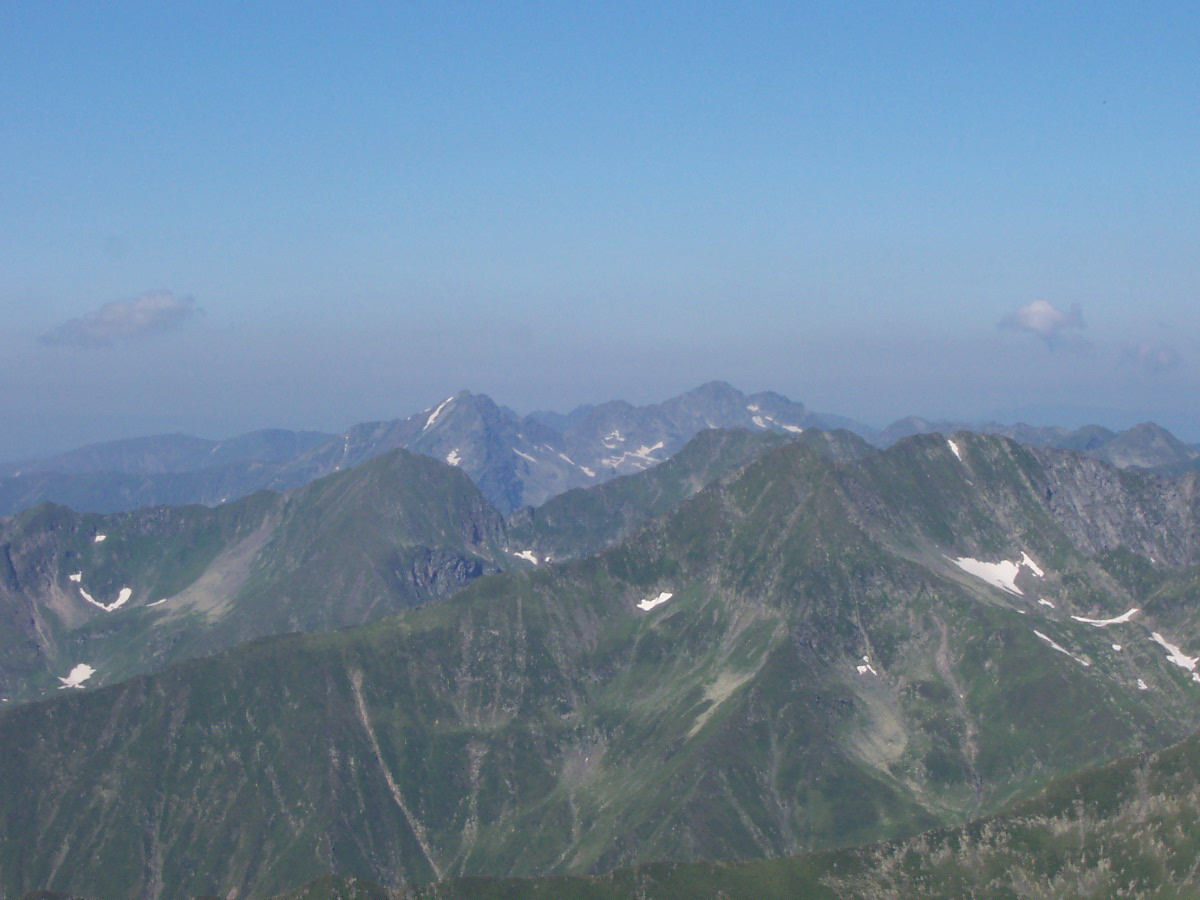
Vista aèria de Moldoveanu i els voltants
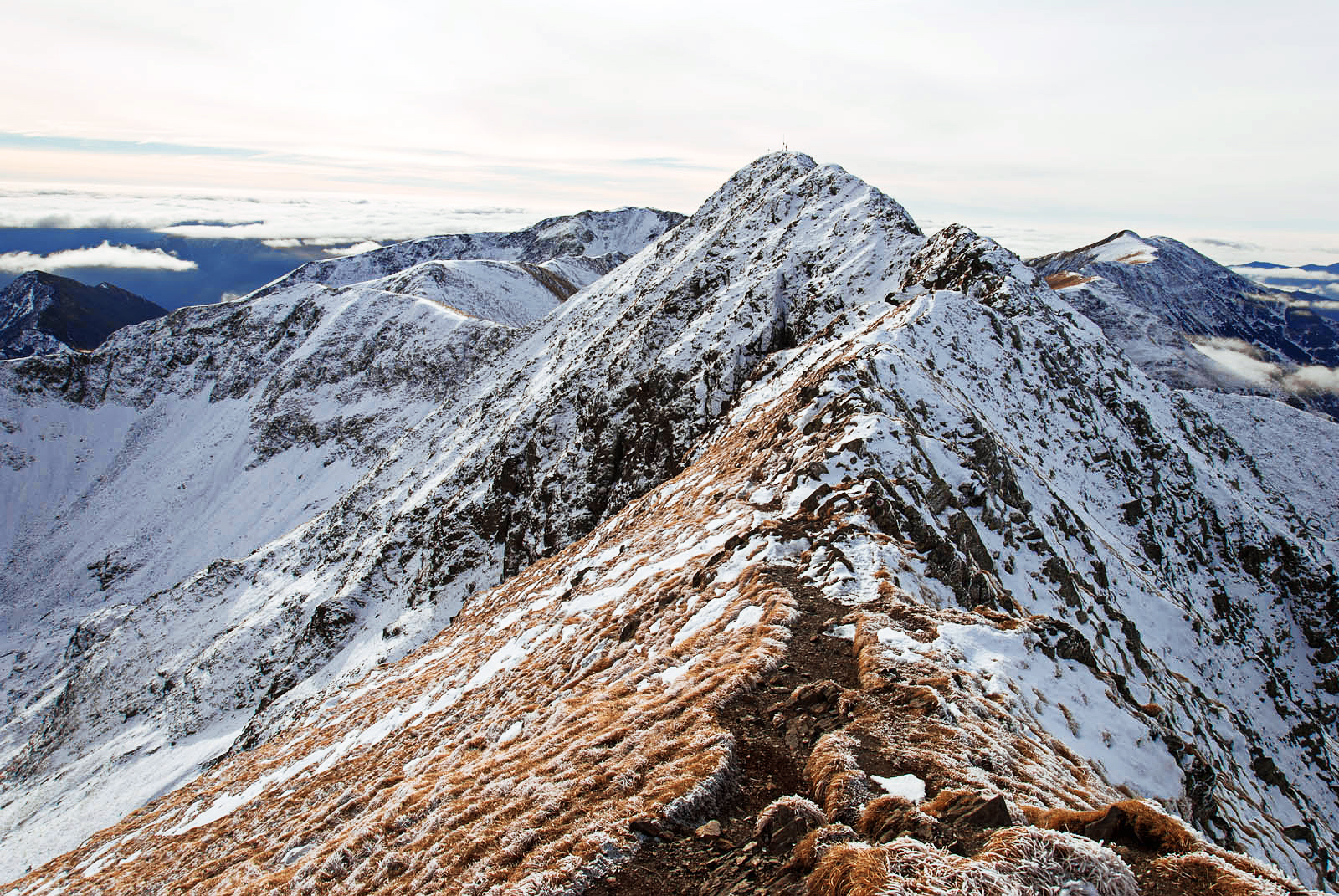
Moldoveanu des de la carena
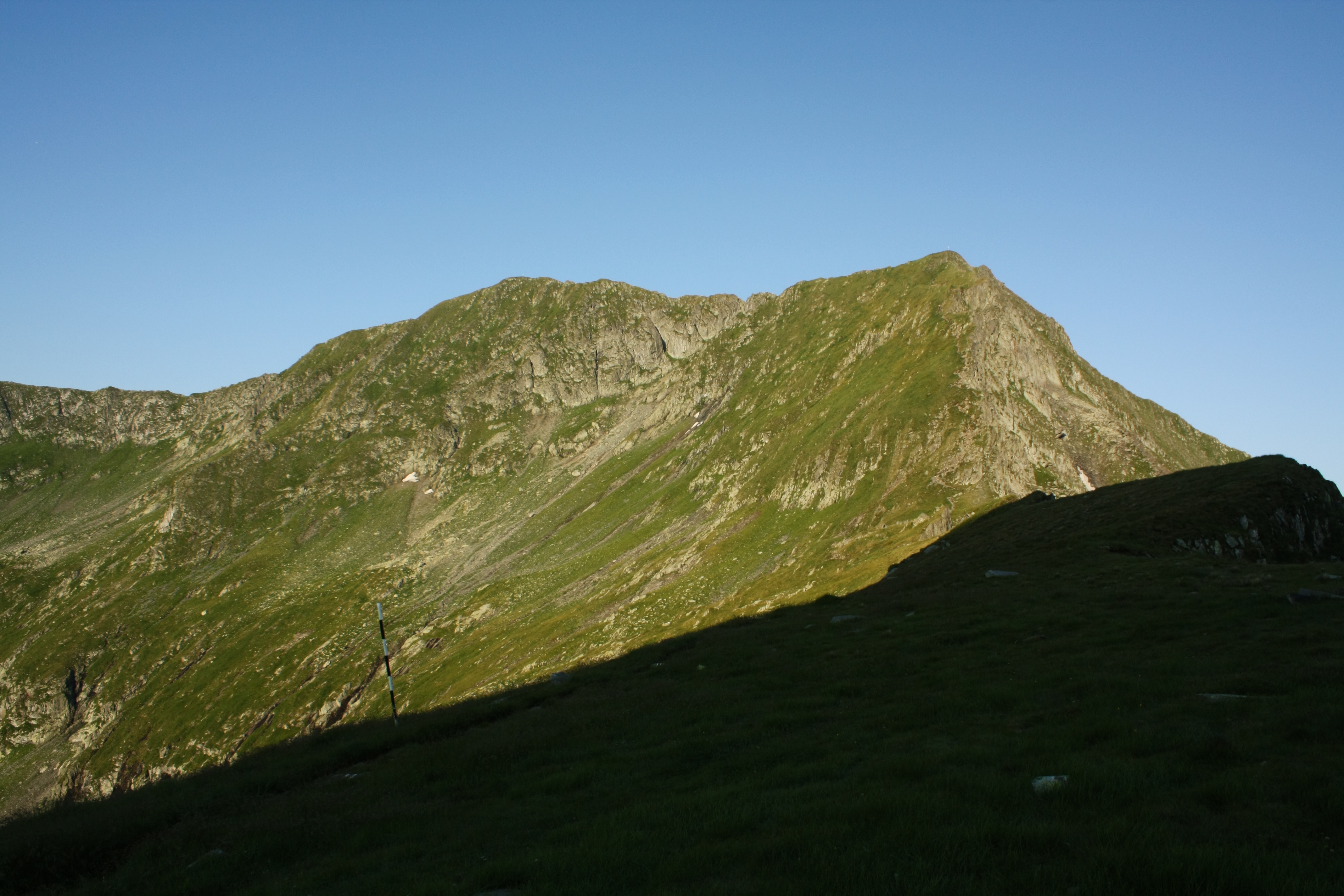
Moldoveanu i Viștea Mare
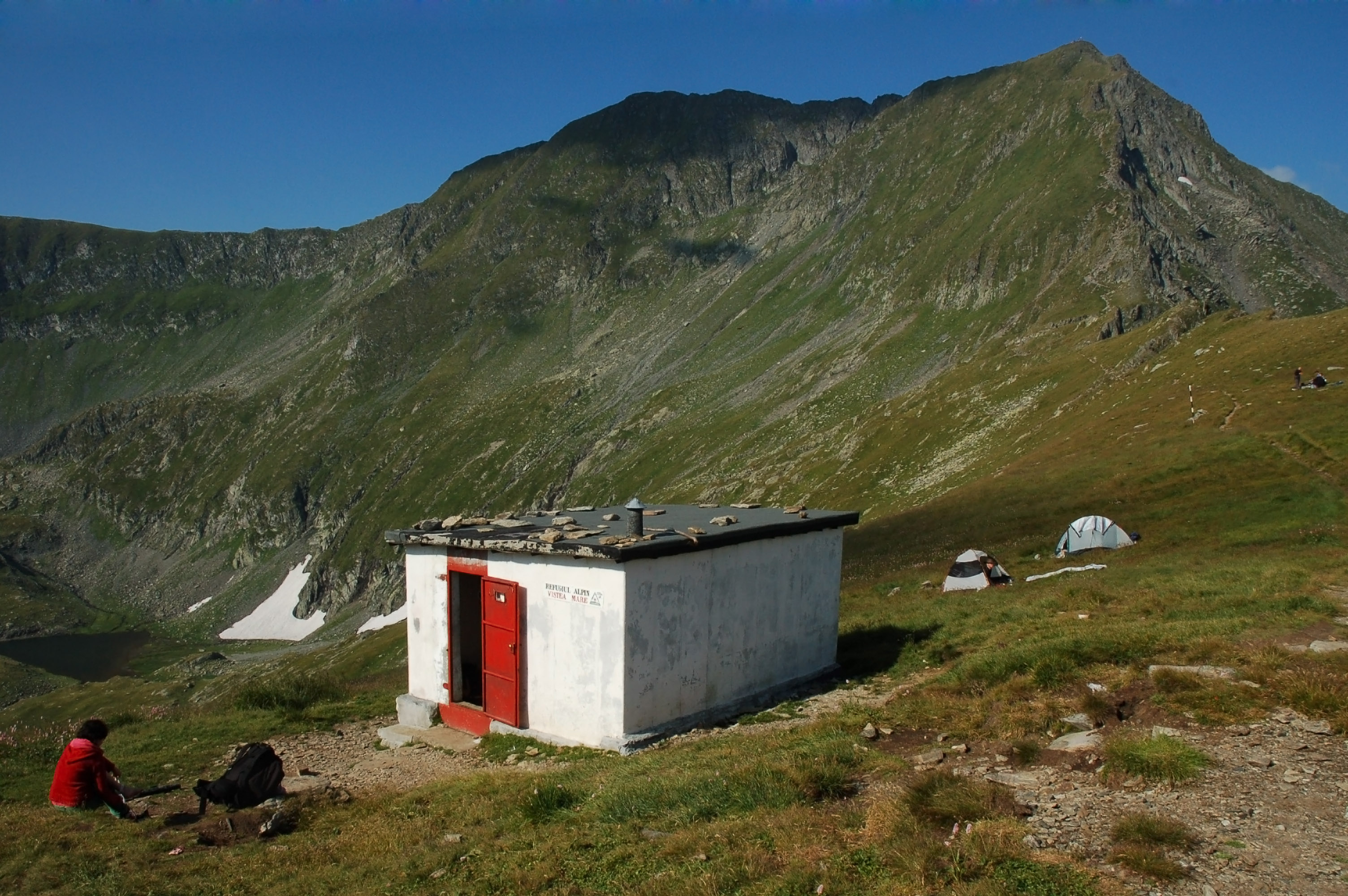
El costat sud de Moldoveanu (a l'esquerra) i Viștea Mare (dreta) del Refugi Vistea
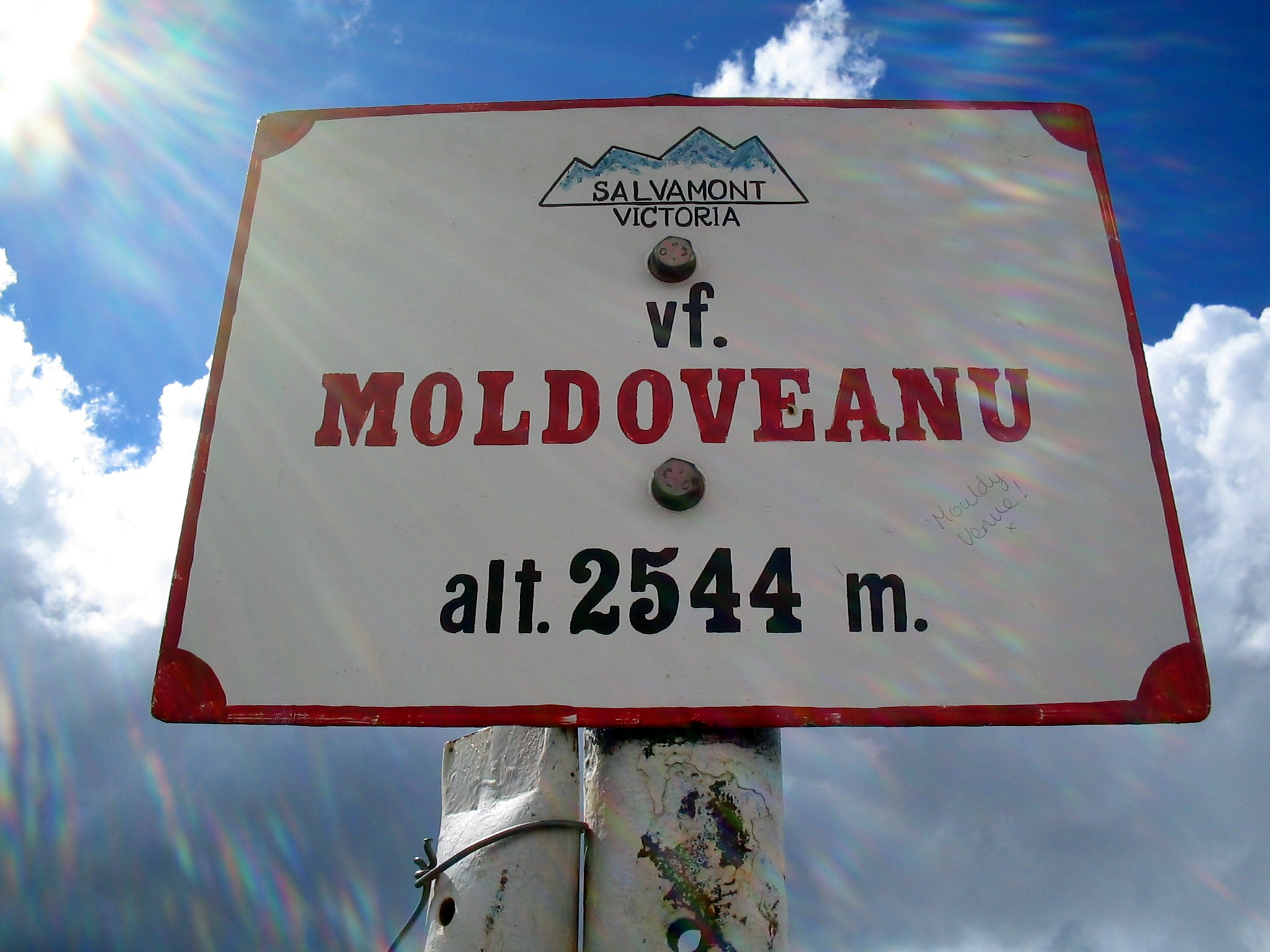
Marc d'alçada a la part superior
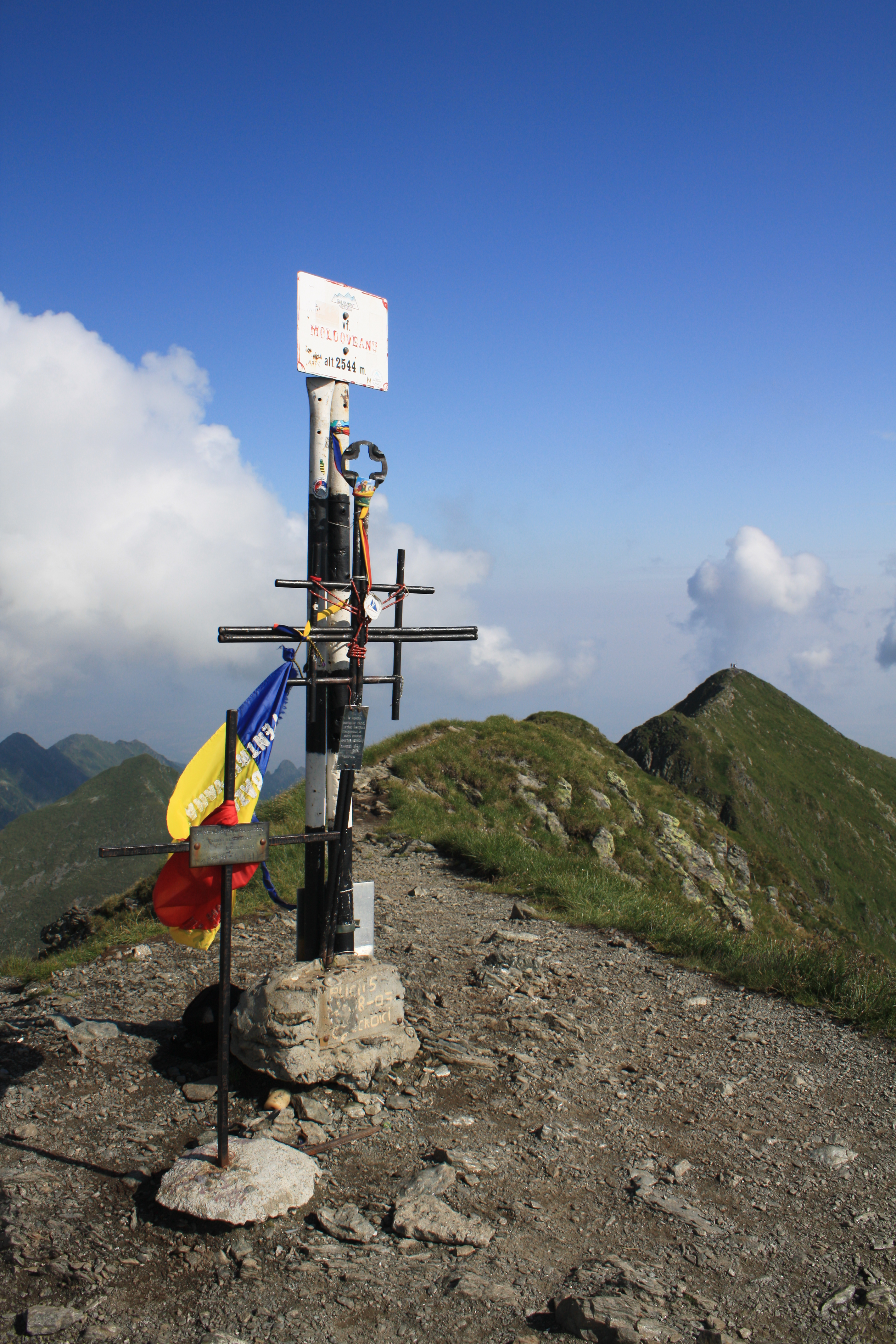
El cim de Moldoveanu
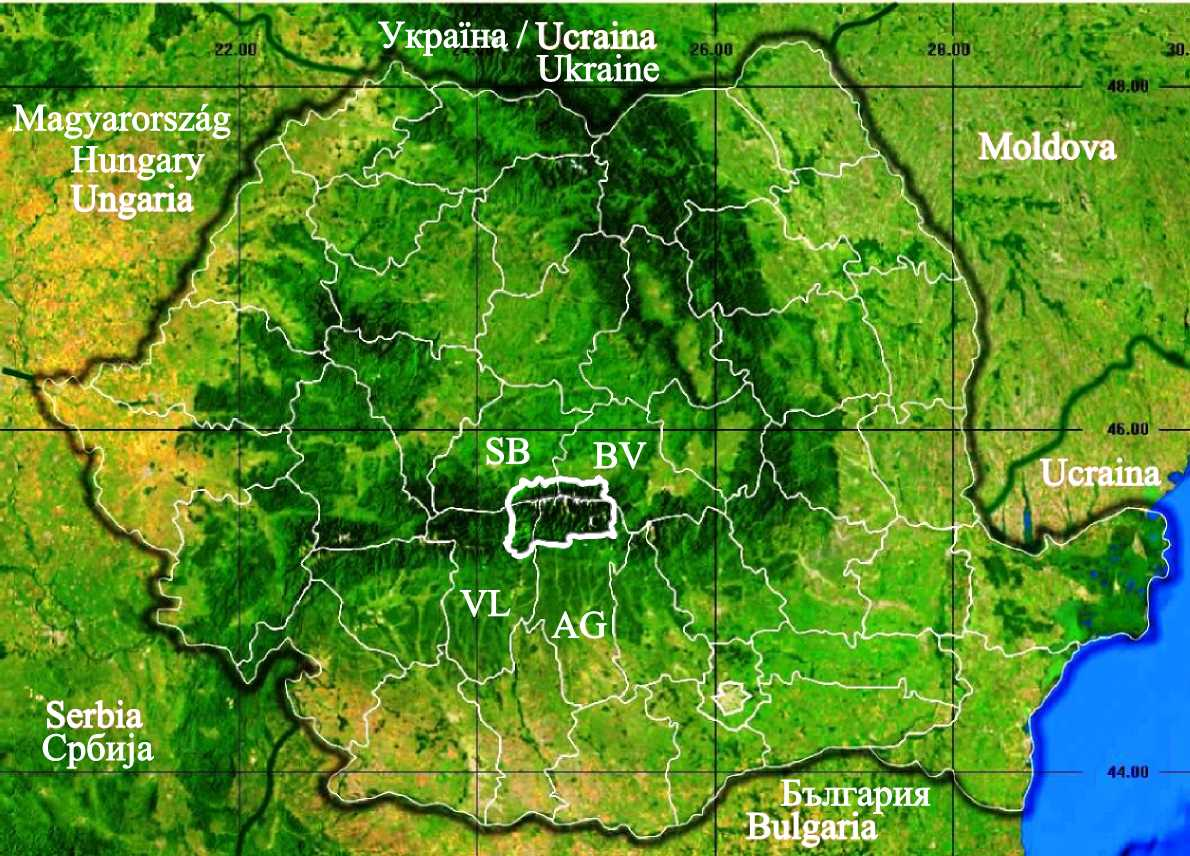
Muntanyes Făgăraș al mapa de Romania
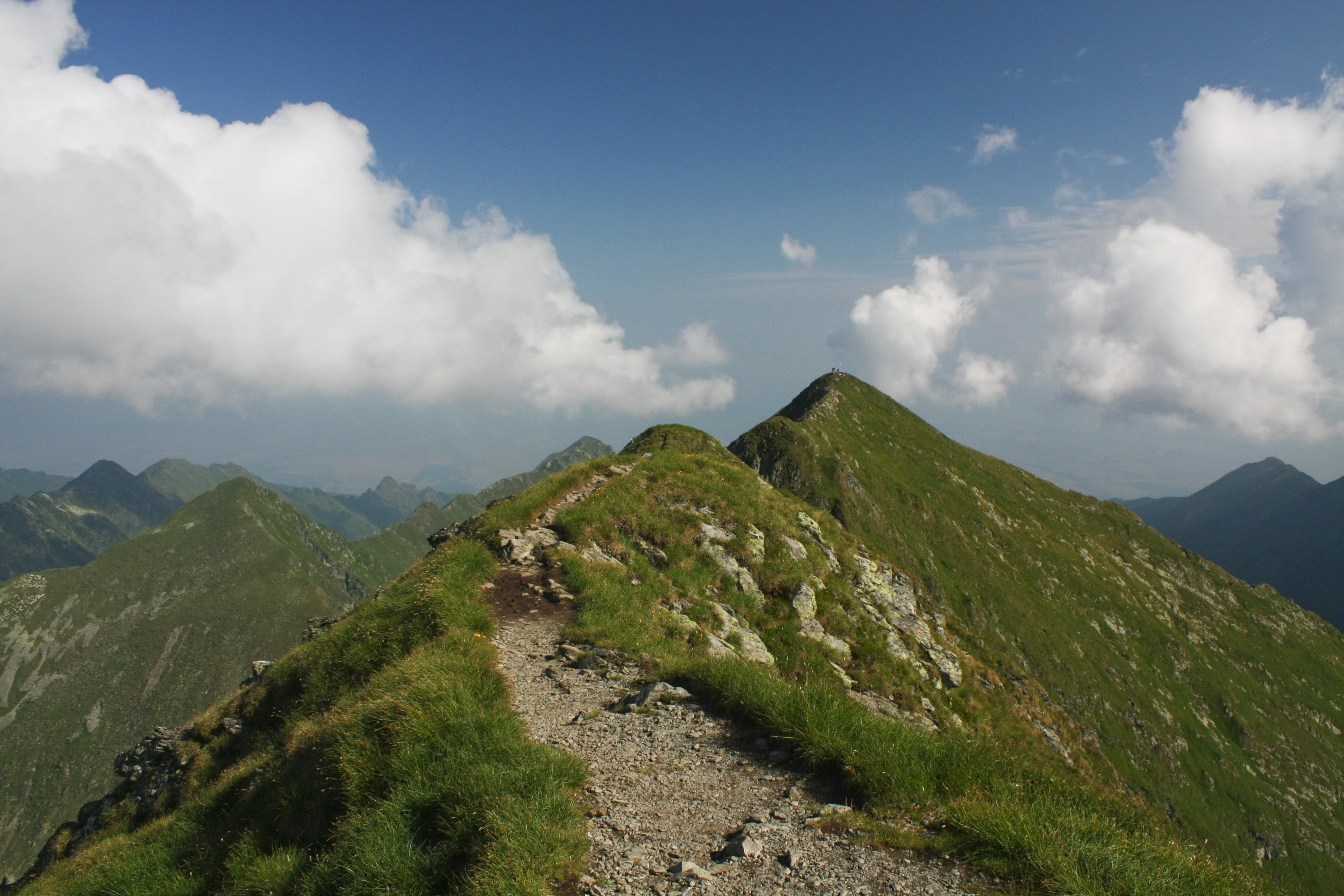
Viștea Mare vist des del Moldoveanu